# Mesketet
Mesketet je loď, která má ve staroegyptské mytologii velmi důležitý význam. Sluneční bůh Re cestoval na nebi, od východu k západu na lodi ovšem necestoval sám. Cestoval společně s Cheprerem a Osirisem. Ra a Osiris byly považováni za duše duší. V té době staří Egypťané rozdělovali den na 12 hodin dne a 12 hodin noci.
Bůh Re vlastnil dvě nebeské lodě, tou první denní lodí¸ byla mandžet, kterou cestoval po obloze přes den. V noci cestoval na jiné lodi, která se jmenovala mesketet. Právě s touto lodí se vydával do temnot Duatu, neboli podsvětí a zde bojoval s Apopem, ztělesněním veškerého chaosu. Apop se noc co noc vydával bojovat s Reem, aby zničil svět a přetvořil ho k obrazu svému. Kdyby byl bůh slunce Ra poražen slunce by nevyšlo a na zemi by se šířil chaos a zkáza. Ale ani Re nemohl Apopa zabít jelikož by tím narušil rovnováhu dobra a zla a i v tomto případě by se svět ocitl v chaosu.
Hieroglyfický zápis boha Re
| r | a | N5 | Z1 | C2 |

| N5 | Z1 | C2 |

| C2 | C1 |

Hieroglyfický zápis Apopa
| O29 | p | p | I14 |

| D36 | p | p | I14 |